# Kalkoen (hoefijzer)

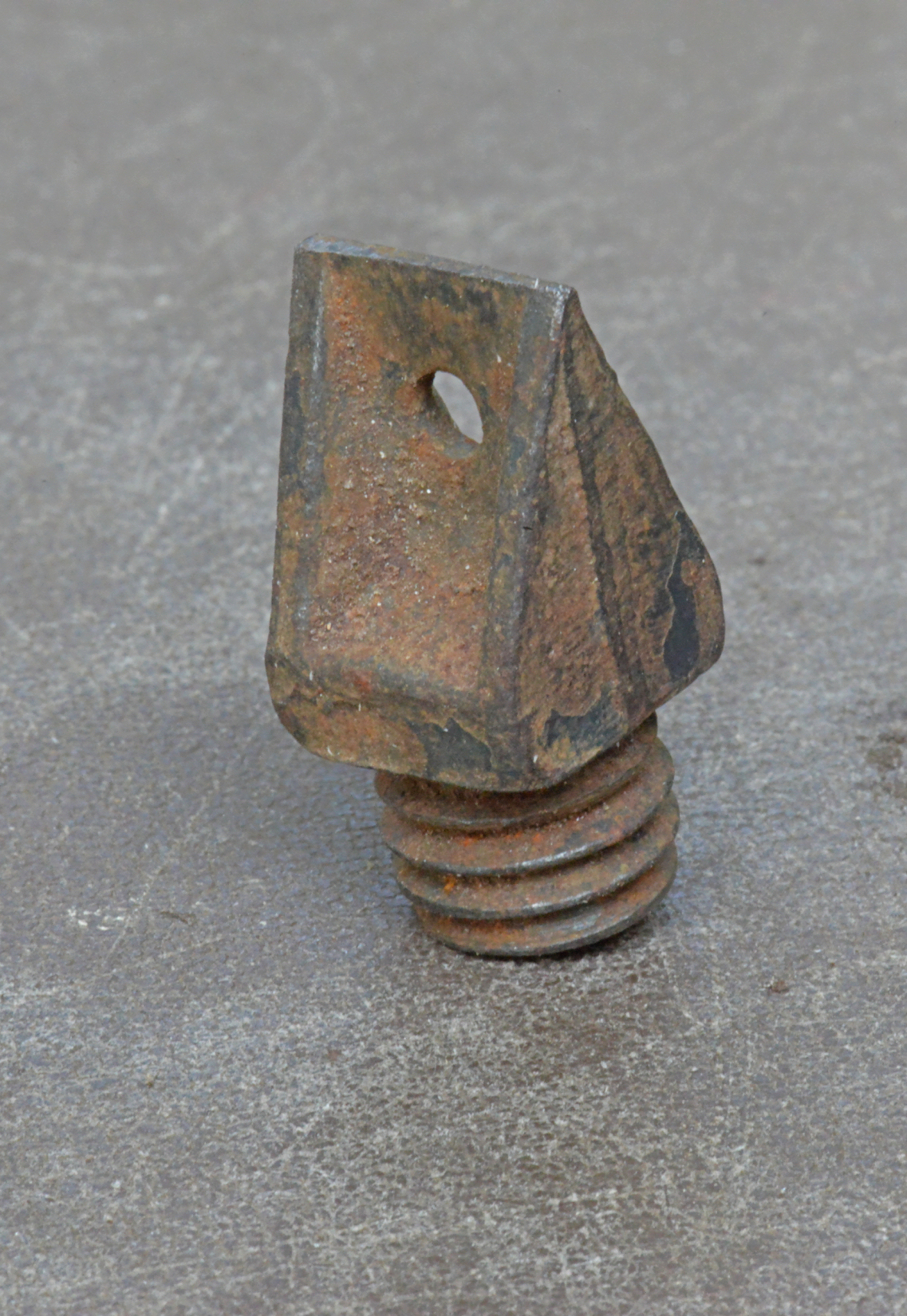
Kalkoen. 15 x 15 mm en 21 mm hoog. Doorsnede schroef 13 mm en lengte 10 mm.

Een kalkoen is een spitse schroef, die in een hoefijzer geschroefd wordt, waardoor het paard extra grip op een gladde ondergrond heeft. Ze werden vroeger vooral in de winter voor op gladde wegen gebruikt. De term voor het inschroeven van kalkoenen is het op scherp zetten van een paard.
Om voor extra grip te zorgen worden in het hoefijzer gaten gemaakt, waar schroeven met punten, de kalkoenen, ingedraaid kunnen worden. De kalkoenen hebben meestal 3/8" draad, zijn 1 cm dik en zijn variërend in hoogte. De kalkoenen worden gedraaid in de takken of in de toon van het ijzer. De kalkoenen zijn er in veel verschillende maten en vormen. Ook bij kalkoenen wordt wel gebruikgemaakt van widiapunten om te zorgen dat ze niet te snel slijten.

## Gebruik bij wedstrijden
De kalkoenen worden vlak voor een wedstrijd in de gaten gedraaid. Na de wedstrijd worden de kalkoenen snel weer verwijderd. Ze hebben namelijk een nadelige invloed op de stand van het paard. Het paard komt iets over de toon te staan en dit is nadelig voor de pees van de hoefbeenstrekker. Het lichaamsgewicht wordt verplaatst, de bodem van de straal komt verder van de grond af en de koot zakt iets meer door, waardoor het hoefmechanisme niet goed meer kan functioneren. Verder loopt het paard het risico dat het zijn kroonrand betrapt doordat de kalkoenen uit het ijzer steken.